# Enugu (stato)
L'Enugu è uno Stato della federazione nigeriana; confina a nord con il Kogi e il Benue, a sud con l'Abia, a est con l'Eboniy, a ovest con l'Anambra.
La capitale Enugu è il maggior centro dell'est nigeriano. Altra città importante è Nsukka.
In passato il territorio che ora comprende l'Enugu era conosciuto come Biafra. Il 15 gennaio 1966 un gruppo di Igbo, originari di Enugu e Calabar, assassinarono il primo ministro del governo federale nigeriano e molti governatori di stati settentrionali ed occidentali, con l'accusa di maltrattare i gruppi Igbo che vivono nei loro territori.
Dopo ciò in Nigeria salì al governo il Generale Aguyi Ironsi, il quale non riuscì ad evitare la vendetta degli Hausa che uccisero migliaia di cittadini Igbo del nord. Questo fatto suscitò nel cuore degli Igbo un sentimento secessionista che condizionerà la storia nigeriana.
Il 29 maggio 1967 il Luogotenente Colonnello Emeka Ojukwu dichiarò indipendente il sud-est nigeriano con il nome di Repubblica del Biafra, con capitale Enugu. La guerra che seguì fu una delle più sanguinose guerre africane e terminò con la sconfitta del Biafra e lo sterminio di migliaia di Igbo nel 1970. Gli Igbo ancora oggi sono perseguitati nelle periferie delle grandi città (Lagos su tutte) ma hanno riacquistato la fiducia e la credibilità delle altre etnie dopo le elezioni di Olusegun Obasanjo.
Attualmente l'Enugu è lo Stato Igbo più evoluto culturalmente ed ha sviluppato una dignitosa struttura sociale. Le religioni praticate sono cristiana (97%) e animista (3%)

## Suddivisioni
Lo stato di Enugu  è suddiviso in diciassette aree a governo locale (local government area):
- Aninri
- Awgu
- Enugu East
- Enugu North
- Enugu South
- Ezeagu
- Igbo Etiti
- Igbo Eze North
- Igbo Eze South
- Isi Uzo
- Nkanu East
- Nkanu West
- Nsukka
- Oji River
- Udenu
- Udi
- Uzo Uwani